# Igrejinha
Igrejinha egy község (município) Brazília Rio Grande do Sul államában, a Paranhana-völgyben, Porto Alegre metropolisz-övezetében (Região Metropolitana de Porto Alegre, RMPA). Népességét 2021-ben 37 754 főre becsülték.

## Története
A térségben kaingangok éltek, emlékeik ma is láthatóak egyes barlangokban, például a Toca dos Bugresben. A mai Igrejinha, Taquara és Três Coroas vidékét 1814-ben kapta meg Antônio Borges de Almeida Leães királyi földadományként (sesmaria); ekkor a terület Santo Antônio da Patrulha község részét képezte. 1845-ben felvásárolta Monteiro és Eggers gyarmatosító társasága, és kolóniát alapított Santa Maria do Mundo Novo néven. Ennek Media Santa Maria részén, a Paranhana folyó partján 1863-ban a telepesek fatemplomot építettek, amely a közeli kereskedelmi úton haladó hajcsárok tájékozódási pontja lett. Mellette hamarosan település kezdett kialakulni, amelyet Igrejinhának (templomocska) neveztek.
1904-ben hidat építettek a Paranhanán, 1912-ben pedig Johann Kichler kereskedő gátat és rizshántoló malmot létesített. A malomban villamosenergiát termelő turbinát szerelt fel, amely az egész település számára biztosította az áramellátást, így Igrejinha a térség úttörője volt az otthoni elektromos világítás terén. 1930 körül cipőket és bőrárukat gyártó cég alakult, 1955-re pedig már harmincnál is több ilyen vállalkozás működött.
1935-ben Igrejinhát Taquara kerületévé nyilvánították (amely 1886-ban függetlenedett Santo Antônio da Patrulhától). 1964-ben kivált Taquaraból, és 1965-ben önálló községgé alakult.

## Leírása
A községközpont városi területe alacsonyan, mindössze 18 méter tengerszint feletti magasságon fekszik, a község viszont dombos-hegyes, több természeti látványossággal (vízesések, barlangok), legmagasabb pontja 773 méter (Morro dos Alpes). Éghajlata átmenetet képez a nedves szubtrópusi (Cfa) és óceáni (Cfb) között, az évi átlaghőmérséklet 20 ºC, a csapadék 2000 mm; flóráját tekintve az Atlanti-parti Esőerdő Rezervátum része.
Az ország egyik legnagyobb női lábbeli készítője. Lakosainak túlnyomó része német származású. Német kultúráját ma is őrzi; az itt tartott Oktoberfest Rio Grande do Sul legnagyobb ilyen jellegű rendezvénye, és az állam kulturális örökségének nyilvánították.